# Prądzew (powiat bełchatowski)
Prądzew – wieś w Polsce, położona w województwie łódzkim, w powiecie bełchatowskim, w gminie Rusiec.
| SIMC    | Nazwa    | Rodzaj    |
| ------- | -------- | --------- |
| 0711830 | Bykowiec | część wsi |
| 0711847 | Księżaki | część wsi |

W latach 1975–1998 wieś należała administracyjnie do województwa sieradzkiego.